# Paulus (oratorio)
Paulus, Op. 36, es un oratorio de Felix Mendelssohn que trata de la vida y la obra del apóstol Pablo.

## Antecedentes
El libreto fue empezado en 1832 por el compositor junto con el pastor Julius Schubring, un amigo de su niñez, extrayendo juntos pasajes del Nuevo Testamento (principalmente de los Hechos de los Apóstoles) y del Antiguo Testamento. También presenta corales o versiones de himnos al modo de Bach.
La composición de la partitura empezó en 1834, y la obra fue estrenada el 22 de mayo de 1836 (habiendo sido completada en abril de aquel año) en el Festival de música de Baja Renania en Düsseldorf. El estreno en Inglaterra sucedió en Liverpool el 3 de octubre de 1836 con traducción del amigo de Mendelssohn, Karl Klingermann. La contralto Mary Shaw fue una de los solistas en el estreno inglés. La primera interpretación en los Estados Unidos fue en Boston el 14 de marzo de 1837. Mendelssohn dirigió la primera interpretación en Leipzig en la Paulinerkirche, Iglesia de San Pablo, el 16 de marzo de 1837.  Numerosas interpretaciones siguieron en Europa y en los Estados Unidos.
En vida de Mendelssohn,  Paulus fue un trabajo popular y representado frecuentemente. Aun así, comparado con oratorios como El Mesías de Händel, el Oratorio de Navidad y la Pasión según San Mateo de Bach o incluso El Elías del propio Mendelssohn, Paulus no ha conseguido mantener su sitio en el repertorio coral y actualmente no es representado íntegramente de forma habitual.

## Instrumentación
- Soprano, Contralto, Tenor, Bajo
- Coros mixto y de mujeres
- 2 flautas, 2 oboes, 2 clarinetes, 2 fagots, serpentón (un predecesor del oficleido ahora normalmente reemplazado por una tuba), contrafagot, 4 trompas, 2 trompetas,  3 trombones (alto, tenor y graves), timbal de concierto, cuerdas, y órgano

## Estructura
El oratorio, que tiene dos partes, empieza con una obertura, una alabanza a Dios (Nos. 2-3), y continúa con la historia de San Esteban (Nos 8-11) y su martirio, después narra la persecución de los cristianos por Saulo (Nos. 11-13) y su conversión y bautismo (Nos. 14-22). La segunda parte continúa con la misión de Pablo y Bernabé (Nos. 23-26) , la oposición de los judíos a Pablo (Nos. 27-32), la curación del cojo de Listra (No. 32), la resistencia de los judíos y los paganos (Nos. 33-39), la salida de Pablo de Éfeso (Nos. 40-43), y continúa mencionando su martirio (No. 44),  el coro final está basado en el Salmo 103 (No. 45).

### Primera Parte
| Nr. | Composición         | Título                                            | Español                                               |
| --- | ------------------- | ------------------------------------------------- | ----------------------------------------------------- |
| 1   | Orquestal           | Ouvertüre                                         | Obertura                                              |
| 2   | Coro                | Herr, der du bist der Gott                        | ¡Señor! Tú eres nuestro Dios                          |
| 3   | Coral               | Allein Gott in der Höh’ sei Ehr                   | Solo Dios sea alabado en las alturas                  |
| 4   | Recitativo y dúo    | Die Menge der Gläubigen war ein Herz              | La muchedumbre de los creyentes tenía un solo corazón |
| 5   | Coro                | Dieser Mensch hört nicht auf zu reden Lästerworte | Este hombre profiere palabras blasfemas.              |
| 6   | Recitativo y coro   | Und sie sahen auf ihn alle                        | Fijando los ojos en él                                |
| 7   | Aria                | Jerusalem! die du tötest die Propheten            | Jerusalén! que matas a los profetas                   |
| 8   | Recitativo y coro   | Sie aber stürmten auf ihn ein                     | Se arrojaron sobre él                                 |
| 9   | Recitativo y coral  | Und sie steinigten ihn                            | Y lo apedrearon                                       |
| 10  | Recitativo          | Und Die Zeugen legten ab ihre Kleider             | Y los testigos depositaron sus mantos                 |
| 11  | Coro                | Siehe! wir preisen selig, die erduldet haben      | ¡Mirad! Bienaventurados los que sufren                |
| 12  | Recitativo y aria   | Saulus aber zerstörte die Gemeinde                | Por el contrario, Saulo perseguía a la Iglesia        |
| 13  | Recitativo y arioso | Und zog mit einer Schar gen Damaskus              | Y fue con gente a Damasco                             |
| 14  | Recitativo y coro   | Und als er auf dem Wege war                       | Y cuando estaba en el camino                          |
| 15  | Coro                | Mache dich auf! Werde Licht!                      | ¡Levántate bañado en luz!                             |
| 16  | Coral               | Wachet auf! ruft uns die Stimme                   | ¡Despierta! Así gritan los centinelas                 |
| 17  | Recitativo          | Die Männer aber, die seine Gefährten waren        | Mientras,los hombres que le acompañaban               |
| 18  | Aria                | Gott, sei mir gnädig nach deiner Güte             | Ten piedad de mí, oh Dios misericordioso              |
| 19  | Recitativo          | Es war aber ein Jünger zu Damaskus                | Y había un discípulo en Damasco                       |
| 20  | Aria y coro         | Ich danke dir, Herr, mein Gott                    | Gracias, Señor, mi Dios                               |
| 21  | Recitativo          | Und Ananias ging hin und kam in das Haus          | Y fue Ananías y entró en la casa                      |
| 22  | Coro                | O welch eine Tiefe des Reichtums, der Weisheit    | Oh que profunda es la riqueza, la sabiduría           |

### Segunda Parte
| Nr. | Composición             | Título                                                                    | Español                                                                   |
| --- | ----------------------- | ------------------------------------------------------------------------- | ------------------------------------------------------------------------- |
| 23  | Coro                    | Der Erdkreis ist nun des Herrn und seines Christ                          | Llegó el reino del Señor y de su Cristo                                   |
| 24  | Recitativo              | Und Paulus kam zu der Gemeinde und predigte                               | Y Pablo se unió a la Iglesia y predicó                                    |
| 25  | Dúo                     | So sind wir nun Botschafter an Christi Statt                              | Así que somos embajadores en nombre de Cristo                             |
| 26  | Coro                    | Wie lieblich sind die Boten, die den Frieden                              | Que hermosos son los mensajeros de la Paz                                 |
| 27  | Recitativo y arioso     | Und wie sie ausgesandt von dem heiligen Geist                             | Así pues, ellos dos, enviados por el Espíritu Santo                       |
| 28  | Recitativo y coro       | Da aber die Juden das Volk sahen                                          | Pero cuando los judíos vieron                                             |
| 29  | Coro y Coral            | Ist das nicht, der zu Jerusalem verstörte alle, die diesen Namen anrufen? | ¿No es este el que en Jerusalén perseguía a cuantos invocaban ese nombre? |
| 30  | Recitativo              | Paulus aber und Barnabas sprachen                                         | Mas Pablo y Bernabé respondíeron diciendo                                 |
| 31  | Dúo                     | Denn also hat uns der Herr geboten                                        | Porque así nos lo ordenó el Señor                                         |
| 32  | Recitativo              | Und es war ein Mann zu Lystra                                             | Y había en Listra un hombre                                               |
| 33  | Coro                    | Götter sind den Menschen gleich geworden                                  | Los dioses se han vuelto como los hombres                                 |
| 34  | Recitativo              | Und nannten Barnabas Júpiter                                              | Y llamaban a Bernabé Júpiter                                              |
| 35  | Coro                    | Seid uns gnädig, hohe Götter                                              | ¡Apiadaos de nosotros, ilustres Dioses!                                   |
| 36  | Recitativo, aria y coro | Da das die Apostel hörten                                                 | Cuando oyeron esto los apóstoles                                          |
| 37  | Recitativo              | Da ward das Volk erreget                                                  | Pero el pueblo fue exarcerbado contra ellos                               |
| 38  | Coro                    | Hier ist des Herren Tempel!                                               | ¡El templo de Dios es este!                                               |
| 39  | Recitativo              | Und sie alle verfolgten Paulus                                            | Y persiguieron a Pablo                                                    |
| 40  | Cavatina                | Sei getreu bis En den Tod                                                 | Sé fiel hasta la muerte                                                   |
| 41  | Recitativo              | Paulus sandte hin und ließ fordern die Ältesten                           | Pablo mandó llamar a los ancianos                                         |
| 42  | Coro y Recitativo       | Schone doch deiner selbst!                                                | ¡No lo permita el Cielo!                                                  |
| 43  | Coro                    | Sehet, welch eine Liebe hat uns der Vater erzeiget                        | Observad cuanto nos ha mostrado el Padre                                  |
| 44  | Recitativo              | Und wenn er gleich geopfert wird                                          | Y cuando él se sacrificó                                                  |
| 45  | Coro                    | Nicht aber ihm allein, sondern allen                                      | Y no solo a él, sino a todos                                              |

## Grabaciones
- Paulus, Gundula Janowitz, Hans Peter Blochwitz, Theo Adam, dirigido por Kurt Masur (CD - Philips, diciembre de 1986)
- Mendelssohn St. Paul, Versión inglesa, Briarwood Coro de Iglesia y Alabama Philharmonic Orquesta, dirigido por Clay Campbell, (Doble CD - mayo de 2005)
- Paulus, BBC Coro Nacional de Gales, BBC Orquesta Nacional de Gales, Susan Gritton, Jean Rigby, Barry Bancos, Peter Coleman-Wright, dirigido por Richard Hickox (CD Chandos - mayo de 2001)